# Enemies Closer
Enemies Closer is een Amerikaanse actiethriller uit 2013 onder regie van Peter Hyams, met in de hoofdrollen Jean-Claude Van Damme, Tom Everett Scott en Orlando Jones. Het is Hyams' derde samenwerking met Van Damme, na Timecop uit 1994 en Sudden Death uit 1995, en de eerste waarin de acteur de rol van schurk speelt.

## Verhaal
Boswachter en voormalig Navy SEAL Henry Taylor (Tom Everett Scott) wordt door een drugskartel onder leiding van de labiele Xander (Jean-Claude Van Damme) gedwongen om te helpen met het lokaliseren van een vliegtuigje met een grote lading drugs aan boord, dat neergestort is op de grens tussen de VS en Canada. Bovendien krijgt hij af te rekenen met Clay Decker (Orlande Jones), die hem wil vermoorden omdat hij Henry verantwoordelijk acht voor de dood van zijn broer. Beide mannen zijn echter gedoemd om op gespannen voet samen te werken om te kunnen ontsnappen aan het kartel.

## Rolverdeling
| Acteur                | Personage     |
| --------------------- | ------------- |
| Jean-Claude Van Damme | Xander        |
| Tom Everett Scott     | Henry Taylor  |
| Orlando Jones         | Clay Decker   |
| Linzey Cocker         | Kayla         |
| Christopher Robbie    | Mr. Sanderson |
| Zahari Baharov        | Saul          |
| Kris Van Varenberg    | François      |
| Dimo Alexiev          | Morris        |
| Vlado Mikailov        | Jean          |
| Teodor Tsolov         | Eto           |
| Hristo Mitzkov        | Wooton        |
| Ryan Spike Dauner     | Spota         |

## Release en ontvangst
Enemies Closer werd op 24 januari 2014 in de bioscoopzalen uitgebracht door Lionsgate in een aantal Engelstalige regio's en kreeg overwegend positieve recensies. In Frankrijk was de film al in december 2013 verkrijgbaar op dvd en blue-ray.
De film behaalde een score van 79% (14 recensies) op Rotten Tomatoes, met een gemiddelde score van 5,71/10. Op Metacritic kreeg de film een score van 49% (9 recensies), wat duidt op "gemengde of middelmatige recensies".